# لایونل بلمور
لایونل بلمور (انگلیسی: Lionel Belmore؛ ‏ ۱۲ مهٔ ۱۸۶۷ – ۳۰ ژانویهٔ ۱۹۵۳) هنرپیشه اهل بریتانیا بود.

## گزیدهٔ فیلم‌شناسی
- پسر فرانکشتاین (۱۹۳۹)
- ماجراهای رابین هود (۱۹۳۸)
- شهره شهر نیویورک (۱۹۳۷)
- ماری ملکه اسکاتلند (۱۹۳۶)
- شورش در بونتی (۱۹۳۵)
- بانی اسکاتلند (۱۹۳۵)
- دیوید کاپرفیلد (۱۹۳۵)
- کلئوپاترا (۱۹۳۴)
- کنت مونت کریستو (۱۹۳۴)
- عشق‌بازی‌های چلینی (۱۹۳۴)
- شوهر جنگاور (۱۹۳۳)
- میدان برکلی (۱۹۳۳)
- الیور توئیست (۱۹۳۳)
- سواران (۱۹۳۳)
- فرانکنشتاین (۱۹۳۱)
- جلوه عشق (۱۹۲۹)
- روابط همسر (۱۹۲۸)
- سورل و پسر (۱۹۲۷)
- درنگ کن، ببین و گوش کن (۱۹۲۶)
- جمع اضداد محال است (۱۹۲۵)
- مادام بی‌هِـیو (۱۹۲۵)
- شاهین دریا (۱۹۲۴)
- الیور توئیست (۱۹۲۲)
- قهرمان جهان (۱۹۲۲)